# Cyanopepla borealis
Cyanopepla borealis là một loài bướm đêm thuộc phân họ Arctiinae, họ Erebidae.